# Sabha, Libyen

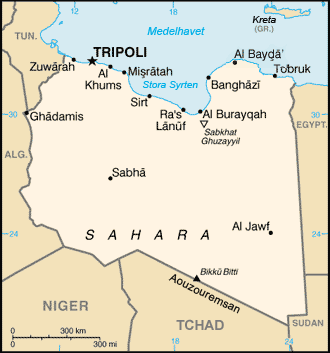
Sabhas belägenhet i Libyen

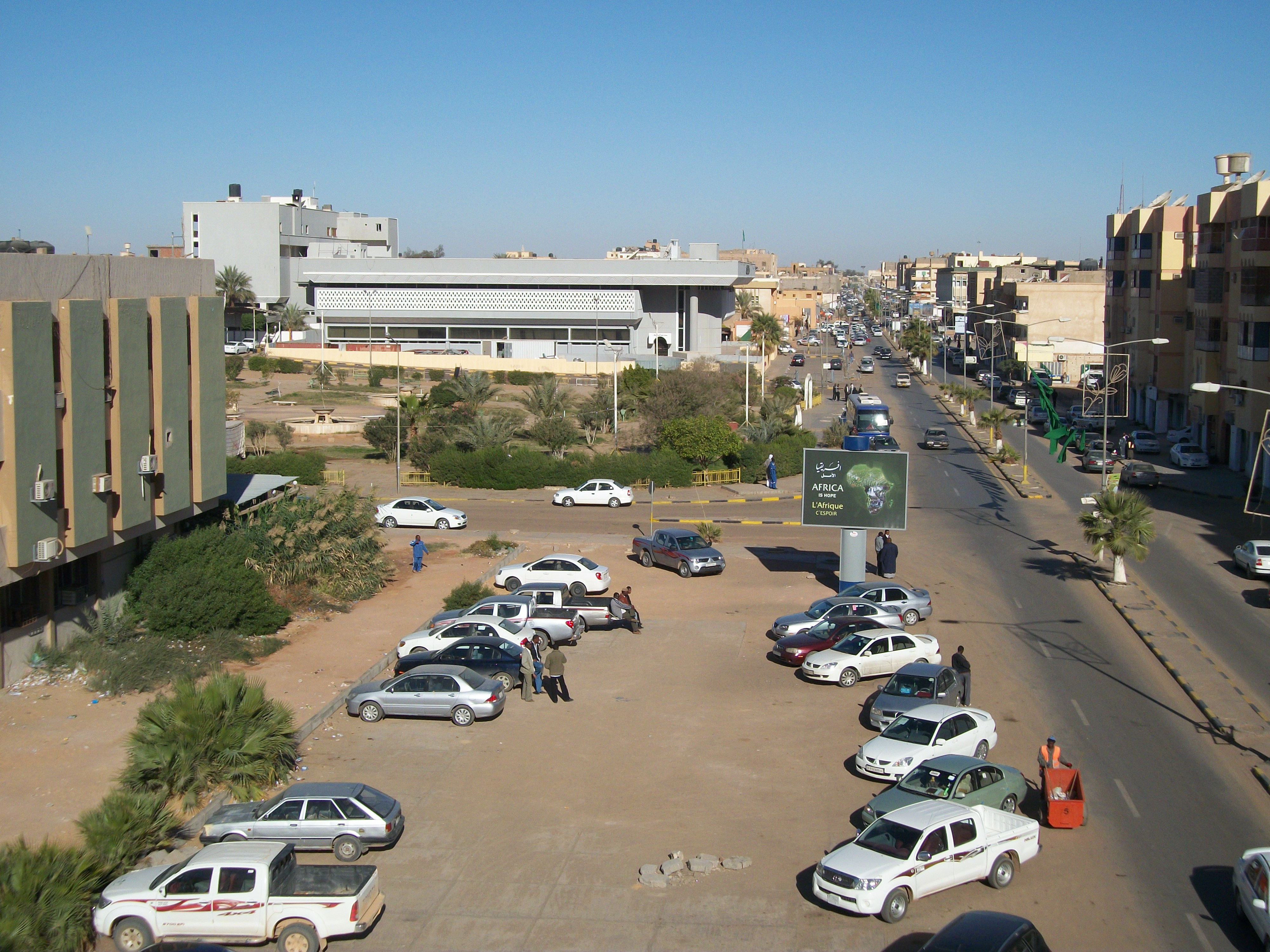
Sabhabanken sedd från Kazemhotellet

Sabha (arabiska: سبها) är en stad som är administrativ huvudort i distriktet Sabha i centrala Libyen, med cirka 130.000 invånare. Orten ligger vid utkanten av Saharaöknen, och är landets tredje största stad.
- Wikimedia Commons har media som rör Sabha, Libyen.